# Hanumanthapura, Hassan
Hanumanthapura là một làng thuộc tehsil Hassan, huyện Hassan, bang Karnataka, Ấn Độ.